# 宗岡村の小字名一覧
宗岡村の小字名（むねおかむらのこあざめい）では入間郡、北足立郡宗岡村の小字名を列挙する。

## 各地区の小字名
- 上宗岡地区
  - 佃（ツクダ）…現在の上宗岡3丁目一帯付近を指す。
  - 後（ウシロ）…現在の上宗岡2丁目の東上セレモニー付近を指す。
  - 蓮田（ハスダ）…現在の上宗岡4丁目の浅間神社付近を指す。
  - 袋（フクロ）…現在の上宗岡1丁目～宗岡中学校付近を指す。
  - 宿（シュク）…現在の上宗岡2丁目の大仙寺から千光寺付近を指す。
  - 長田（ナガタ）…現在の上宗岡4丁目と5丁目にまたがり、志木ハイデンツ付近を指す。
  - 東前（ヒガシマエ）…現在の上宗岡4丁目の大宮アルディージャクラブハウス、秋ヶ瀬スポーツセンター付近を指す。
  - 下ノ谷（シタノヤ）…現在の上宗岡1丁目の県立志木高校、宗岡第四小学校、総合センター、福祉センター付近を指す。
  - 圦前（イリマエ）…現在の上宗岡5丁目の市民総合センター前信号～上宗岡5丁目信号付近を指す。
  - 三ツ木（ミツギ）…現在の上宗岡5丁目のおふろの王様～中宗岡1丁目三ツ木保育園付近を指す。
  - 深町（フカマチ）…現在の上宗岡5丁目の志木市民病院付近を指す。
  - 五反田（ゴタンダ）…現在の上宗岡4丁目の足立みどり幼稚園～中宗岡2丁目15番地付近を指す。
  - 東光寺（トウコウジ）…現在の上宗岡4丁目の秋ヶ瀬スポーツセンター前～中宗岡2丁目の産財氷川神社付近を指す。
- 中宗岡地区
  - 北美町（キタミチョウ）…現在の中宗岡1丁目の村山快哉堂復元物付近～宗岡郵便局付近を指す。
  - 枇杷（ビワ）…現在の中宗岡1丁目の宗岡浄水場付近～宗岡小学校裏門付近一帯を指す。
  - 五反田町（ゴタンダチョウ）…現在の中宗岡1丁目の三ツ木保育園付近から中宗岡2丁目のダイケーストアー、かすみ児童公園付近を指す。
  - 東ノ島（トウノシマ）…現在の中宗岡2丁目ほしかめ金物店付近～中宗岡2丁目18～19番地付近を指す。
  - 産財甲（サンザイコウ）…現在の中宗岡2丁目のおおのみち幼稚園、産財氷川神社一帯を指す。
  - 田子山下（タゴヤマシタ）…現在の中宗岡5丁目のいろは橋と富士下橋の間一帯を指す。
  - 南界駅（ナンカイエキ）…現在の中宗岡5丁目のタカチホデンキ付近～下宗岡2丁目2番地付近を指す。
  - 三貫田（サンガンダ）…現在の中宗岡4丁目の内田実業付近一帯を指す。
  - 五位戸（ゴイド）…現在の中宗岡3丁目の宗岡小学校～中宗岡3丁目信号付近を指す。
  - 産財乙（サンザイオツ）…現在の中宗岡3丁目26番地～19番地一帯を指す。
  - 精進場（ショウジンバ）…現在の中宗岡5丁目富士下橋付近一帯を指す。
  - 振袖（フリソデ）…現在の中宗岡5丁目7番地を指す。
  - 郷士（ゴウシ）…現在の中宗岡5丁目5,6番地付近～下宗岡1丁目宗岡第三小学校グラウンド付近までを指す。
  - 下蓮田（シモハスダ）…現在の中宗岡5丁目23番地,4丁目4番地～下宗岡2丁目5番地付近一帯を指す。
  - 後口（ウシログチ）…現在の中宗岡4丁目12番地付近～下宗岡2丁目14番地付近一帯を指す。
  - 東田（ヒガシダ）…現在の中宗岡3丁目12番地付近～下宗岡3丁目4番地付近を指す。
  - 中三在（ナカサンザイ）…中宗岡3丁目17番地付近一帯～下宗岡3丁目の秋ヶ瀬管理事務所付近一帯。
- 下宗岡地区
  - 田子山向（タゴヤマムカイ）…現在の下宗岡1丁目11番地一帯を指す。
  - 馬場（バンバ）…現在の下宗岡1丁目の山三電業一帯を指す。
  - 西田（ニシダ）…現在の下宗岡2丁目11番地一帯を指す。
  - 前内手（マイウチデ）…現在の下宗岡2丁目15番地一帯を指す。
  - 下三在（シモサンザイ）…現在の下宗岡3丁目の大日堂一帯を指す。
  - 北井房中袋（キタイボウナカブクロ）…現在の朝霞市宮戸（宗岡第三小学校横の釣り掘り）一帯を指す。
  - 赤野毛（アカヤケ）…現在の朝霞水路沈砂池一帯を指す。
  - 赤野毛飛地（アカヤケトビチ）…下宗岡1丁目22番地一帯と新河岸川対岸約100ｍ区間の地域を指す。
  - 樋の詰（ヒノツメ）…現在の宗岡第三小学校、ばんば保育園一帯を指す。
  - 落合（オチアイ）…下宗岡2丁目18番地付近～下宗岡3丁目9番地一帯を指す。
  - 北井房赤池（キタイボウアカイケ）…現在の朝霞浄化用水機場一帯を指す。
  - 北井房宮下（キタイボウミヤシタ）…宗岡第二中学校一帯を指す。
  - 下の宮（シモノミヤ）…現在の下ノ氷川神社～下宗岡4丁目20番地一帯を指す。
  - 新田（シンデン）…現在の北井房宮下、下の宮を除いた下宗岡4丁目全域を指す。
- 荒川堤外（宗岡）地区
  - 十人野（ジユウニンノ）…現在の荒川堤外字宗岡（以下宗岡）の錦ヶ原ゴルフ場一部を指す。
  - 羽根倉（ハネクラ）…現在の宗岡にある富士見市運動公園、羽根倉橋一帯を指す。
  - 兵庫野（ヒョウゴノ）…現在の秋ヶ瀬運動公園約600ｍ区間を指す。
  - 野垂（ヤダレ）…現在の大宮アルディージャー練習グラウンド以下約500ｍ区間を指す。
  - 丸野（マルノ）…現在の宗岡にあるテニスコート一帯を指す。
  - 菖蒲沼（ショウブヌマ）…現在の産財氷川神社の裏一帯を指す。
  - 大野（オオノ）…現在の細田学園ソフトボール場、横提一帯を指す。
  - 向野（ムカイノ）…現在の秋ヶ瀬取水堰上流約500ｍ付近一帯を指す。
  - 深沼（フカヌマ）…現在の宗岡取水口導水路と管理用道路の丁字路付近一帯を指す。
  - 大割（オオワリ）…現在の秋ヶ瀬取水堰連絡橋（以下連絡橋）出入口付近一帯を指す。
  - 小割（コワリ）…現在の連絡橋中間部から一帯を指す。
  - 壱貫野（イツカンノ）…現在の秋ヶ瀬取水堰一帯とさいたま市桜区道場の一部を指す。
  - 原（ハラ）…現在の秋ヶ瀬橋付近一帯を指す。

## 参考資料
- 志木市史調査報告書、郷土の地名（昭和63年12月31日発行）
- 「角川日本地名大辞典」編纂委員会『角川日本地名大辞典 11 埼玉県』角川書店、1980年7月8日。ISBN 4040011104。